# Велико
Велико (до 1934 г. Вели баш) е бивше село в Югоизточна България. То се намира в община Несебър, Бургаска област.

## География
Селото е разположено приблизително на 2,7 km югоизточно от село Раковсково и на 3,5 km югозападно от село Приселци. Средната му надморска височина е 85 m. Край него протича Денизлерска река (приток на Карагьоленска река). Близо до него се намира възвишението Балар тепе (201 m).

## История
Селото съществува още от османски времена под името Вели баш. На 9 август 1934 г. със заповед на Министерството на вътрешните работи и народното здраве Вели баш е преименувано на Велико. През 1949 г. селото административно е причислено към община Баня на Поморийска околия. През 1958 г. вече попада в територията на община Обзор.
На 13 август 1975 г. с указ на Държавния съвет на НРБ селото е закрито, а землището му е присъединено към това на съседното село Приселци.

## Население
| \| Година на преброяване \| Численост \| \| --------------------- \| --------- \| \| 1934 \| 218 \| \| 1946 \| 252 \| \| 1956 \| 303 \| \| 1965 \| 73 \| \| 1975 \| 0 \| |           |
| Година на преброяване | Численост |
| 1934 | 218       |
| 1946 | 252       |
| 1956 | 303       |
| 1965 | 73        |
| 1975 | 0         |